# Клуж Арена
Клуж Арена — многофункциональный стадион в городе Клуж-Напока (Румыния), домашний стадион футбольного клуба Университатя. Построен в 2009—2011 годах на месте старого стадиона «Йон Мойна». Вмещает более 30 тысяч зрителей, являясь стадионом 4-й (элитной) категории по рейтингу UEFA.

## История

Городской стадион Клужа (1911)

Первый в Клуже стадион для футбола и лёгкой атлетики был построен в 1908—1911 годах. Он имел одну деревянную трибуну, вмещающую до 1500 человек. Открытие стадиона в 1911 году было ознаменовано матчем между сборной города Клуж и турецким Галатасараем. Это была первая игра в Европе для Галатасарая, и команда из Клужа победила со счётом 8:1. В 1960 году деревянные трибуны были разобраны и перенесены в город Кымпия-Турзи, а на их месте появились железобетонные в форме буквы «U» — местный клуб Унивеситатя (рум. Universitatea) в Румынии сокращённо называют «U Cluj». Новый стадион вмещал 28 000 зрителей, являясь на тот момент третьим по вместимости в стране. В начале 1990-х стадиону присвоили имя румынского спринтера Йона Мойна — чемпиона Европы 1948 года.
По итогам сезона 2006—2007 Университатя вышла в высший дивизион румынского футбола — Лигу I и властям города пришлось выделять средства на ремонт стадиона, чтобы привести его в соответствие требованиям высшей лиги. Поскольку стадион обветшал, из соображений безопасности только 7600 мест разрешили использовать для зрителей. Также были отремонтированы раздевалки, туалеты и пресс-центр, в результате в июле 2007 года стадион прошёл лицензирование FRF. Но в итоге всё равно было принято решение строить новый стадион.

## Строительство нового стадиона
В феврале 2008 года власти жудеца Клуж объявили Технический Университет города Клуж-Напока (UTC-N) победителем в международном тендере на постройку нового стадиона. Однако затем его результаты были отменены. 13 июня 2008 UTC-N был номинирован на второй тендер, в котором также приняла участие испанская строительная фирма исп. Obrascón Huarte Lain. Румынский проект предполагал строительство чисто футбольного стадиона прямоугольной формы, а испанский — стадиона овальной формы с легкоатлетическими дорожками. В обоих проектах также фигурировало высотное здание 20+ этажей. В итоге победил проект UTC-N из-за более низкой стоимости.
В ноябре 2008 года начался снос старого стадиона. Изначально планировалось завершить строительные работы 15 июля 2011 года. Но по ходу строительства проект был пересмотрен: легкоатлетический комплекс, который по первоначальному проекту планировалось разместить за пределами стадиона, перенесли внутрь арены, в результате чего на стадионе появилось 8 беговых дорожек. В итоге строительные работы были окончены осенью 2011 года. Стоимость стадиона составила 45 миллионов евро, из которых 14 млн выделило Правительство Румынии, 31 млн было потрачено из казны жудеца Клуж, в собственности которого он и остался.

## Стадион после открытия
Официальное открытие Клуж Арены состоялось 1 октября. 7 октября на стадионе прошёл концерт группы Scorpions, собравший более 40 000 зрителей, а уже на следующий день здесь выступили Smokie. 11 октября прошёл первый футбольный матч — Университатя в товарищеском матче встречалась с Кубанью из Краснодара. 17 октября 2011 состоялась первая официальная встреча — в рамках Чемпионата Румынии Университатя принимала ФК «Брашов».